# Ernst Erhard Schmid

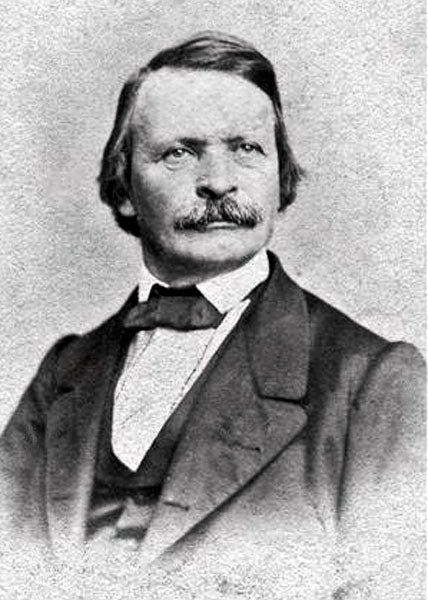
Ernst Erhard Friedrich Wilhelm Schmid

Ernst Erhard Friedrich Wilhelm Schmid (* 22. Mai 1815 in Hildburghausen; † 16. Februar 1885 in Jena) war ein deutscher Paläontologe, Petrograph, Mineraloge und Geologe und Professor für Naturgeschichte an der Universität Jena.

## Leben
Ernst Erhard war der Sohn des Jenaer Rechtsprofessors Karl Ernst Schmid (1774–1852) und dessen Frau Sophie Zehelein (1794–1861). Er wuchs in Jena auf und besuchte das Gymnasium in Weimar. Schmid studierte Naturwissenschaften ab Michaelis 1833 an der Universität Jena, wo er unter anderem bei Jakob Friedrich Fries studierte. Während jener Zeit war er 1833 bis 1839 Mitglied der Burschenschaft und hatte ein Jahr lang seine Studien an der Universität in Wien fortgesetzt. Nach Jena zurückgekehrt promovierte er Michaelis 1839 mit der Arbeit Elementa doctrinae de luce undulatione inductionibus comprobata zum Doktor der Philosophie und im März 1840 habilitierte er aufgrund einer Arbeit zur Wellentheorie des Lichts zum Privatdozenten für Physik und Mineralogie.
Er übernahm am 2. Juni 1843 eine außerordentliche Professur für Naturwissenschaften, gründete mit Matthias Jacob Schleiden das Physiologische Institut und hielt Vorlesungen über Mineralogie, Geologie, Chemie, Physik, Mathematik und Ökonomie. Am 18. Januar 1854 wurde er ordentlicher Honorarprofessor, am 19. Januar 1856 wurde er ordentlicher Professor der Naturgeschichte, zugleich Direktor der großherzoglichen Anstalten für Mineralogie und konzentrierte sich in dieser Aufgabe auf Geologie und Mineralogie. 1860 wurde er Hofrat. Am 10. Dezember 1861 (Matrikel-Nr. 1961) wurde er mit dem Beinamen C. v. Sternberg zum Mitglied der Leopoldina gewählt. 1880 wurde er Geheimer Hofrat. Er beteiligte sich auch an den organisatorischen Aufgaben der Hochschule und war im Sommersemester 1860, 1882, sowie im Wintersemester 1867 Rektor der Alma Mater.
Schmid kartierte für die Preußische Geologische Landesanstalt (PGLA) in Thüringen (rund 25 Einzelkarten) und veröffentlichte in deren Jahrbüchern.

## Ehrungen und Auszeichnungen
Nach Ernst Erhard Schmid benannte Arten:
- Tholodus schmidi Meyer, 1848[2]

## Schriften
- Lehrbuch der Meteorologie,Voss, Leipzig 1860 (google books)
- Grundriss der Meteorologie, Voss, Leipzig, 1862 (google books)
- mit M. J. Schleiden: Die geognostischen Verhältnisse des Saalthales bei Jena. Leipzig: Engelmann 1846, (google books)
- mit Karl Heinrich Emil Koch: Fährtenabdrücke im bunten Sandstein. Jena 1841, (google books)
- Ueber Muschelkalk und Muschelkalkboden aus dem Saalthale bei Jena. In: Archiv der Pharmazie, 86, 1843, 143–155.
- Topographisch-geognostische Karte der Umgebung von Jena, Frommannsche Hofbuchhandlung 1859.
- Erläuterungen zu der Topographisch-geognostischen Karte der Umgebungen von Jena, Frommann, Jena 1859 (Archive)
- Ueber fossile Saurierknochen aus dem Muschelkalk von Jena. In: Archiv der Pharmazie, 88, 1844, 251–257.
- Ueber die basaltischen Gesteine der Rhön. In: Zeitschr. d. dt. Geolog. Ges., Band 5, 1849, 227.
- Die organischen Reste des Muschelkalkes im Saal-Thale bei Jena. In: Neues Jahrbuch für Mineralogie, Geognosie, Geologie und Petrefakten-Kunde, Jahrgang 1853, S. 6–30.
- Ueber tertiäre Meeresconchylien bei Buttstadt. In: Zeitschr. d. dt. geol. Ges. 1867.
- Ueber Fischzähne der Trias bei Jena. In: Nova Acta Leopoldina, Band 29, 1861.
- Der Melphyr von den Mombächler Höfen zwischen Baumholder und Grumbach und der darin eingeschlossene Labrador. In: Annalen der Physik, Band 195, 1863, 138–145.
- Über die quarzfreien Porphyre des centralen Thüringer Waldes, welche man als Melaphyre zusammenzufassen pflegt. In: Zeitschr. d. dt. geol. Ges., Band 30, 1878, 558–562.
- Die Gliederung der oberen Trias. In: Zeitschr. d. dt. geol. Ges. 1864.
- Die Kaoline des thüringischen Buntsandsteins. In: Zeitschr. d. dt. geol. Ges., Band 28, 1876, 87–110.
- Aus dem östlichen Thüringen. Ueber schaligen Sandstein im obersten Muschelkalk. In: Zeitschr. d. dt. geol. Ges., Band 23, 1871, 473–485.
- Über den Unteren Keuper des östlichen Thüringens. In: Abhandlungen zur geologischen Specialkarte von Preussen und den Thüringischen Staaten, Band I, Heft 2, 1874.
- Der Ehrenberg bei Ilmenau, 1876.
- Der Muschelkalk des östlichen Thüringen. Jena 1876.
- Das ostthüringische Röth. In: Jahrbuch der Königlich Preussischen geologischen Landesanstalt und Bergakademie zu Berlin für das Jahr 1881. Berlin 1882, S. 92–156.